# Kraš
KRAŠ prehrambena industrija d.d. je výrobce cukrovinek z chorvatského hlavního města Záhřebu. Ročně vyrobí 33 tisíc tun zboží a je po Podravce druhým největším chorvatským vývozcem potravin.
Navazuje na firmu Union, kterou založili v roce 1911 Slavoljub Deutsch a Julije König a byla první průmyslovou čokoládovnou na Balkáně. Po druhé světové válce byla znárodněna a v roce 1950 se spojila s výrobcem sušenek Bizjak a dalšími menšími záhřebskými podniky do cukrářského kombinátu, který byl pojmenován podle partyzánského velitele Josipa Kraše. V roce 1992 byla firma privatizována a stala se akciovou společností. V roce 2003 se ke Kraši připojil podnik Mira z Prijedoru a v roce 2011 Karolina z Osijeku.
Nejznámější značkou jsou nugátové bonbony Bajadera, uvedené na trh v roce 1954. Kraš také vyrábí čokoládové tyčinky Životinjsko Carstvo s obrázky zvířat, bonboniéru Pozdrav iz Hrvatske, tabulkovou čokoládu Dorina, karamelové bonbony Ki-Ki, keksy Domaćica nebo kakaový nápoj v prášku Kraš Express.   
Roku 1997 získal Kraš certifikát ISO 9000. V roce 2007 byl v centru Záhřebu otevřen firemní bar s horkou čokoládou a dalšími sladkostmi. Od roku 2010 společnost provozuje u Bratiny rodinné ekologické zábavní centrum Krašograd.